# Провулок Івана Багряного (Житомир)
 Провулок Івана Багряного  — провулок в Богунському районі Житомира.
Названий на честь українського поета та прозаїка Івана Багряного, державного та політичного діяча.

## Розташування
З'єднує вулиці Олени Теліги та Західну в напрямку на північний схід, паралельно до вулиці Каховської та провулку Василя Стуса.

## Історія
До 19 лютого 2016 року називався 3-й провулок Чкалова. Відповідно до розпорядження Житомирського міського голови від 19 лютого 2016 року № 112 «Про перейменування топонімічних об'єктів та демонтаж пам'ятних знаків у м. Житомирі», перейменований на провулок Івана Багряного.